# Enrique Laguerre Vélez
Enrique Laguerre Vélez   (Moca, 15 de juliol de 1905 - Carolina, 16 de juny de 2005) fou un professor, novel·lista, dramaturg, crític i columnista porto-riqueny. És autor de la novel·la La Llamarada (1935) en la qual descriu les tribulacions del treballador del canyar i que va rebre un premi de l'Institut de Cultura Porto-riquenya el 1937. Va escriure altres novel·les com El laberinto (1959) i Los amos benévolos (1976). També és autor de llibres de contes, obres de teatre i assajos, com, Polvo de Puerto Rico (1956, Premi de Puerto Rico). Va guanyar el Premi Nacional de Literatura de l'Institut de Cultura, el Premi d'Honor de l'Ateneu Porto-riqueny i quatre premis de l'Institut de Literatura. El 1999 va ser nominat per al Premi Nobel de Literatura. Va ser nomenat acadèmic de número de l'Acadèmia Porto-riquenya de la Llengua Espanyola, i per molts anys va ser professor de Literatura a la Universitat de Puerto Rico. Va utilitzar diversos pseudònims entre els quals figuren: Alberto Prat, Luis Urayoán, Motial i Tristán Ronda. Va ser columnista del diari El Mundo, on va escriure de 1959 a 1988 una columna setmanal anomenada "Hojas Libres". Pel diari El Vocero de Puerto Rico, va escriure una columna titulada "Comentario" des de 1999 fins a la seva mort. Va morir a Puerto Rico el 2005.